# 威廉·布朗斯通

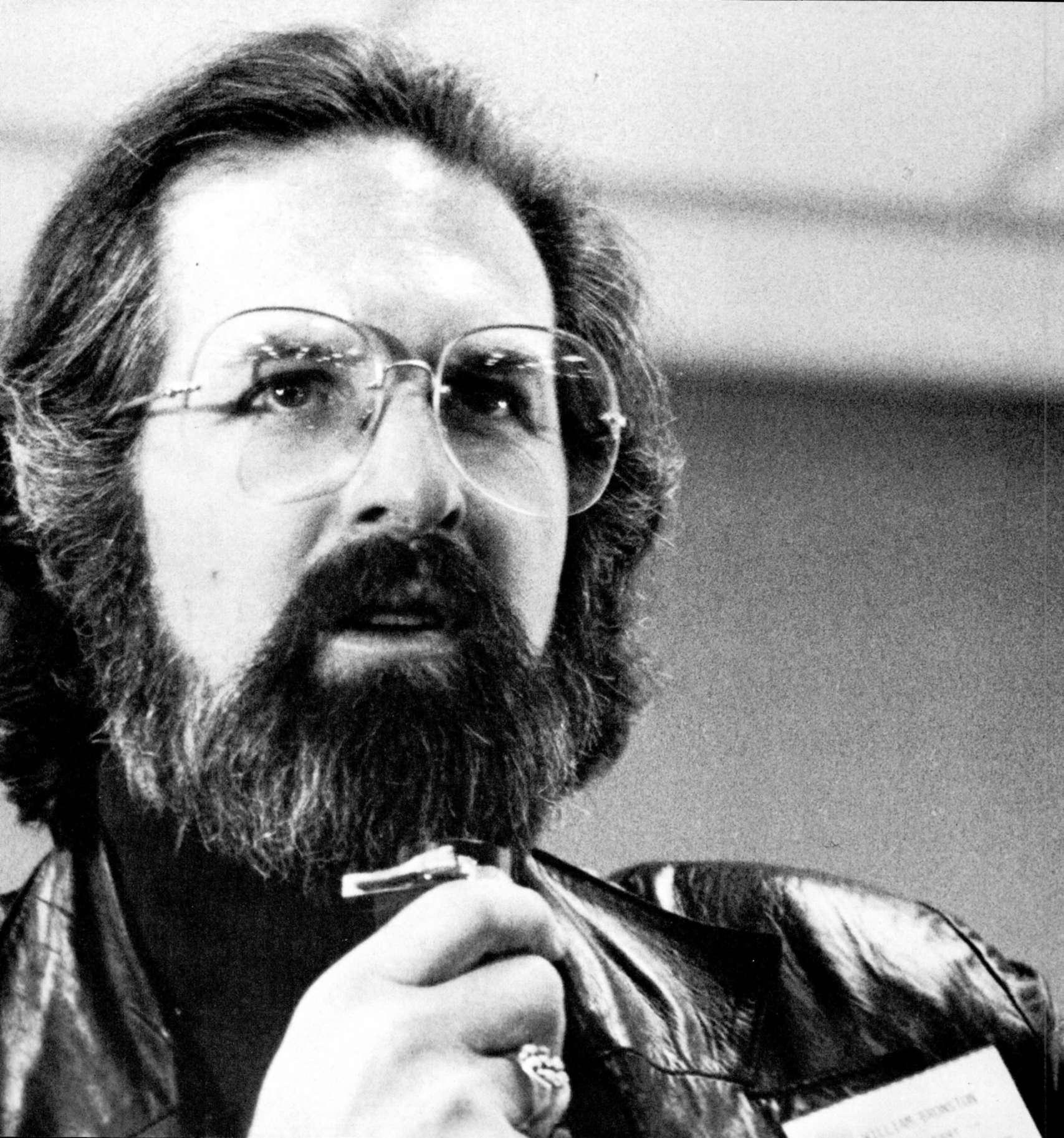
1981年的威廉·布朗斯通

威廉·布朗斯通（英語：William Bronston；1939年3月—）是一位美国医生兼社会活动家，以1970年代初参与威罗布克州立学校去机构化改革而闻名。
布朗斯通出生于加利福尼亚州洛杉矶，在贝弗利山庄长大。他是电影制片人塞缪尔·布朗斯通的儿子以及苏联领导人列夫·托洛茨基的族侄孙。他毕业于加州大学洛杉矶分校和南加州大学医学院。在南加州大学求学期间，他是一位活跃的学生活动家，组织多项社会和政治公共卫生项目，并共同创建新左翼团体“学生健康组织”。1965年，从南加州大学毕业后，布朗斯通进入堪萨斯州的梅宁格精神病学院接受住院医生培训。然而，由于领导一场要求改善直接支持专业人员的工资和工作条件的静坐抗议，他于1968年被学院开除。
被开除后，布朗斯通搬到纽约，在黑豹党设立的一家医疗诊所短暂工作，随后成为威罗布克州立学校的职员医生。该校是一所专门收容智力障碍儿童的州立机构。在威罗布克州立学校工作期间，布朗斯通很快对机构的领导层和管理标准产生不满，并与该校主管杰克·哈蒙德发生冲突。1971年，他公开表达不满，并组织一场改革运动，最终促成1975年的法院裁决，使该机构走向去机构化。
之后，布朗斯通返回加利福尼亚州，先后担任加利福尼亚卫生部发育障碍部门的医疗主任、加利福尼亚康复部的医疗主任。